# Blackmore
Blackmore är en by i Essex i England. Byn är belägen 11,9 km 
från Chelmsford. Orten har 822 invånare (2015).